# Пастел
Пастел (итал. pastello) је уметничко дело израђено пастелним бојама. Пастелна боја је писаљка у боји, у ствари обликовано тесто. Кредаста сува боја од веома редукованих везивних пигмената, пресована у облику писаљке. Будући да захваљујући везивним средствима преламања светлости готово да и нема, доводе пастелне боје до веома интензивних ефеката боје. Ове боје показују необично богату колоритну скалу и могу да се мешају на самој основи на којој се црта.